# Hrvatski nogometni kup 2001/02
Der Hrvatski nogometni kup 2001/02 war der elfte Wettbewerb um den kroatischen Fußballpokal nach der Loslösung des kroatischen Fußballverbandes aus dem jugoslawischen Fußballverband.
Titelverteidiger Dinamo Zagreb setzte sich in zwei Finalspielen gegen den NK Varteks Varaždin durch. Es war für Dinamo der 6. Pokalsieg im unabhängigen Kroatien und der 13. insgesamt.

## Modus
Ab dem Viertelfinale einschließlich des Finales wurden jeweils Hin- und Rückspiele ausgetragen. Bei gleicher Anzahl an Toren aus beiden Spielen kam die Mannschaft weiter, die auswärts mehr Tore erzielt hatte. Herrschte auch hier Gleichstand, wurde ein Elfmeterschießen zur Ermittlung des Siegers ausgetragen.

## Teilnehmer
An der Vorrunde
- 21 Sieger des Bezirkspokals
- 11 Finalisten des Bezirkspokals aus den Fußballverbänden mit der größten Anzahl registrierter Fußballclubs

| Bezirk              | Sieger                        | Finalist                   |
| ------------------- | ----------------------------- | -------------------------- |
| Bjelovar-Bilogora   | NK Bjelovar                   | NK Omladinac Čurlovac      |
| Brod-Posavina       | NK Željezničar Slavonski Brod | NK Sloga Nova Gradiška     |
| Dubrovnik-Neretva   | NK Jadran Luka Ploče          |                            |
| Istrien             | NK Vodnjan                    | NK Uljanik Pula            |
| Karlovac            | NK Slunj                      |                            |
| Koprivnica-Križevci | NK Podravac Virje             | NK Koprivnica              |
| Krapina-Zagorje     | NK Zagorec Krapina            |                            |
| Lika-Senj           | NK Novalja                    |                            |
| Međimurje           | NK Nedelišće                  | NK Sloga Čakovec           |
| Osijek-Baranja      | NK Valpovka Valpovo           | NK Grafičar Vodovod Osijek |
| Požega-Slawonien    | NK Kamen Ingrad Velika        |                            |

| Bezirk               | Sieger                | Finalist             |
| -------------------- | --------------------- | -------------------- |
| Primorje-Gorski      | NK Pomorac Kostrena   |                      |
| Sisak-Moslavina      | HNŠK Moslavina Kutina | NK TŠK Topolovac     |
| Split-Dalmatien      | NK Uskok Klis         |                      |
| Šibenik-Knin         | HNK Dinara Knin       |                      |
| Varaždin             | NK Ivančica Ivanec    | NK Podravina Ludbreg |
| Virovitica-Podravina | NK TVIN Virovitica    |                      |
| Vukovar-Syrmien      | NK Dilj Vinkovci      | NK Vukovar ’91       |
| Zadar                | NK Pag                |                      |
| Stadt Zagreb         | NK Croatia Sesvete    | NK Lučko Zagreb      |
| Zagreb               | Radnik Velika Gorica  | NK Samobor           |

Am Sechzehntelfinale
- Die 16 punktbesten Vereine der Fünfjahres-Pokalwertung. (63 Punkte für den Pokalsieger, 31 für den unterlegenen Finalisten, 15 für die Halbfinalisten, 7 für die Viertelfinalisten, 3 für die Achtelfinalisten und 1 Punkt für die Sechzehntelfinalisten.)

| - 1. Dinamo Zagreb (221) - 2. Hajduk Split (103) - 3. NK Osijek (93) - 4. NK Varteks Varaždin (83) | - 5. NK Zagreb (77) - 6. Cibalia Vinkovci (51) - 7. NK Slaven Belupo (31) - 8. HNK Rijeka (23) | - 09. NK Zadar (23) - 10. NK Hrvatski dragovoljac (22) - 11. Inter Zaprešić (17) - 12. HNK Segesta Sisak (15) | - 13. NK Belišće (15) - 14. HNK Dubrovnik (13) - 15. NK Marsonia (12) - 16. HNK Šibenik (11) |

## Ergebnisse

### Vorrunde
Die Spiele fanden am 22. August 2001 statt.
|                            | Ergebnis              |                               |
| -------------------------- | --------------------- | ----------------------------- |
| NK Zagorec Krapina         | 5:1                   | NK Nedelišće                  |
| NK Lučko Zagreb            | 1:2                   | NK Novalja                    |
| NK Croatia Sesvete         | 4:0                   | NK Slunj                      |
| NK Dilj Vinkovci           | 4:1                   | HNŠK Moslavina Kutina         |
| Radnik Velika Gorica       | 0:4                   | NK Željezničar Slavonski Brod |
| NK Vukovar ’91             | 4:1                   | NK Sloga Nova Gradiška        |
| HNK Dinara Knin            | 1:3                   | NK Bjelovar                   |
| NK Podravac Virje          | 2:1                   | Valpovka Satnica Valpovka     |
| NK Kamen Ingrad Velika     | 4:0                   | NK TVIN Virovitica            |
| NK Samobor                 | 1:1 n. V. (4:2 i. E.) | NK Uskok Klis                 |
| NK Grafičar Vodovod Osijek | 3:1                   | NK Vodnjan                    |
| NK Pomorac Kostrena        | 6:0                   | NK Hajduk Pridraga            |
| NK TŠK Topolovac           | 2:1 n. V.             | NK Koprivnica                 |
| NK Ivančica Ivanec         | 4:3 n. V.             | NK Uljanik Pula               |
| NK Podravina Ludbreg       | 5:0                   | NK Omladinac Čurlovac         |
| NK Sloga Čakovec           | 0w.o. 1               | NK Jadran Luka Ploče          |

### Sechzehntelfinale
Die Spiele fanden zwischen dem 18. September und 16. Oktober 2001 statt.
|                               | Ergebnis              |                         |
| ----------------------------- | --------------------- | ----------------------- |
| NK Sloga Čakovec              | 1:5                   | NK Osijek               |
| NK Grafičar Vodovod Osijek    | 0:1                   | NK Zagreb               |
| NK Vukovar ’91                | 2:4                   | HNK Rijeka              |
| NK Dilj Vinkovci              | 2:0                   | HNK Dubrovnik           |
| NK Zagorec Krapina            | 0:3                   | NK Belišće              |
| NK Marsonia                   | 1:3                   | NK Zadar                |
| NK Novalja                    | 0:0 n. V. (4:3 i. E.) | Cibalia Vinkovci        |
| NK Croatia Sesvete            | 1:3                   | NK Kamen Ingrad Velika  |
| NK Pomorac Kostrena           | 4:1                   | NK Slaven Belupo        |
| NK Podravac Virje             | 0:4                   | NK Hrvatski dragovoljac |
| NK Samobor                    | 1:1 n. V. (5:6 i. E.) | Inker Zaprešić          |
| NK TŠK Topolovac              | 5:3                   | HNK Segesta Sisak       |
| NK Bjelovar                   | 2:3                   | HNK Šibenik             |
| NK Željezničar Slavonski Brod | 0:3                   | Dinamo Zagreb           |
| NK Ivančica Ivanec            | 1:3                   | NK Varteks Varaždin     |
| NK Podravina Ludbreg          | 0:1 n. V.             | Hajduk Split            |

### Achtelfinale
Die Spiele fanden zwischen den 24. Oktober und 7. November 2001 statt.
|                         | Ergebnis              |                |
| ----------------------- | --------------------- | -------------- |
| NK Kamen Ingrad Velika  | 1:4                   | Dinamo Zagreb  |
| HNK Šibenik             | 0:0 n. V. (4:5 i. E.) | NK Zagreb      |
| NK Varteks Varaždin     | 5:0                   | NK Belišće     |
| NK TŠK Topolovac        | 0:0 n. V. (5:4 i. E.) | NK Novalja     |
| NK Pomorac Kostrena     | 5:1                   | Inker Zaprešić |
| NK Hrvatski dragovoljac | 1:1 n. V. (3:4 i. E.) | HNK Rijeka     |
| NK Dilj Vinkovci        | 1:2                   | Hajduk Split   |
| NK Zadar                | 0:1                   | NK Osijek      |

### Viertelfinale
Die Hinspiele fanden zwischen dem 14. und 21. November 2001 statt, die Rückspiele zwischen dem 21. November und 5. Dezember.
|                     | Gesamt |                     | Hinspiel | Rückspiel |
| ------------------- | ------ | ------------------- | -------- | --------- |
| NK Osijek           | 5:0    | NK TŠK Topolovac    | 3:0      | 2:0       |
| NK Pomorac Kostrena | 3:1    | NK Zagreb           | 2:1      | 1:0       |
| Dinamo Zagreb       | 2:0    | HNK Rijeka          | 1:0      | 1:0       |
| Hajduk Split        | 3:4    | NK Varteks Varaždin | 1:3      | 2:1       |

### Halbfinale
Die Hinspiele des Halbfinals fanden am 20. März 2002 statt, die Rückspiele am 3. April.
|                     | Gesamt |                     | Hinspiel | Rückspiel |
| ------------------- | ------ | ------------------- | -------- | --------- |
| NK Pomorac Kostrena | 1:2    | NK Varteks Varaždin | 1:0      | 0:2       |
| NK Osijek           | 2:3    | Dinamo Zagreb       | 2:1      | 0:2       |

### Finale

#### Hinspiel
| Dinamo Zagreb                               | Dinamo Zagreb | NK Varteks Varaždin | NK Varteks Varaždin |
| ------------------------------------------- | --- | --- | ------------------- |
| Dinamo Zagreb                               | \| 24. April 2002 in Zagreb (Stadion Maksimir) \| \| Ergebnis: 1:1 (0:1) \| \| Zuschauer: 5.000 \| \| Schiedsrichter: Draženko Kovačić \| \| Spielbericht \|                                                                                 | \| 24. April 2002 in Zagreb (Stadion Maksimir) \| \| Ergebnis: 1:1 (0:1) \| \| Zuschauer: 5.000 \| \| Schiedsrichter: Draženko Kovačić \| \| Spielbericht \| | NK Varteks Varaždin |
| Dinamo Zagreb                               | Tomislav Butina – Spomenko Bošnjak, Kristijan Polovanec, Goce Sedloski, Ivan Ćosić (29. Mihael Mikić) – Damir Krznar, Jerko Leko (46. Dario Zahora), Vladimir Petrović, Jasmin Agić – Silvio Marić, Enes Mešanović Cheftrainer: Marijan Vlak | Danijel Mađarić – Goran Granić, Matija Kristić, Ivan Režić, Silvester Sabolčki – Danijel Hrman, Hrvoje Sklepić (75. Nikola Šafarić), Zoran Kastel, Miljenko Mumlek (90. Andrija Balajić) – Oskar Drobne (64. Devis Mukaj), Nedim Halilović Cheftrainer: Branko Janžek | NK Varteks Varaždin |
| Dinamo Zagreb                               | 1:1 Goce Sedloski (47.) | 0:1 Nedim Halilović (22.) | NK Varteks Varaždin |
| 24. April 2002 in Zagreb (Stadion Maksimir) | | |                     |
| Ergebnis: 1:1 (0:1)                         | | |                     |
| Zuschauer: 5.000                            | | |                     |
| Schiedsrichter: Draženko Kovačić            | | |                     |
| Spielbericht                                | | |                     |

#### Rückspiel
| NK Varteks Varaždin                                | NK Varteks Varaždin | Dinamo Zagreb | Dinamo Zagreb |
| -------------------------------------------------- | --- | --- | ------------- |
| NK Varteks Varaždin                                | \| 1. Mai 2002 in Varaždin (Stadion Anđelko Herjavec) \| \| Ergebnis: 0:1 (0:1) \| \| Zuschauer: 8.000 \| \| Schiedsrichter: Edo Trivković \| \| Spielbericht \|                                                                                                   | \| 1. Mai 2002 in Varaždin (Stadion Anđelko Herjavec) \| \| Ergebnis: 0:1 (0:1) \| \| Zuschauer: 8.000 \| \| Schiedsrichter: Edo Trivković \| \| Spielbericht \|                                                                                                | Dinamo Zagreb |
| NK Varteks Varaždin                                | Danijel Mađarić – Goran Granić, Ivan Režić, Zoran Ivančić, Silvester Sabolčki (54. Antun Andričević) – Devis Mukaj (21. Hrvoje Sklepic, 75. Nedim Halilović), Zoran Kastel, Danijel Hrman, Miljenko Mumlek – Oskar Drobne, Veldin Karić Cheftrainer: Branko Janžek | Tomislav Butina – Spomenko Bošnjak, Goce Sedloski, Kristijan Polovanec, Mihael Mikić – Jerko Leko, Damir Krznar, Vladimir Petrović, Jasmin Agić – Silvio Marić (77. Dino Drpić), Enes Mešanović (56. Dario Zahora, 88. Niko Kranjčar) Cheftrainer: Marijan Vlak | Dinamo Zagreb |
| NK Varteks Varaždin                                | 0:1 Jerko Leko (32.) | | Dinamo Zagreb |
| NK Varteks Varaždin                                | Ivančić, Mumlek, Drobne, Karić | Bošnjak, Sedloski, Leko, Krznar | Dinamo Zagreb |
| 1. Mai 2002 in Varaždin (Stadion Anđelko Herjavec) | | |               |
| Ergebnis: 0:1 (0:1)                                | | |               |
| Zuschauer: 8.000                                   | | |               |
| Schiedsrichter: Edo Trivković                      | | |               |
| Spielbericht                                       | | |               |

## Torschützenliste
| Pl. | Name              | Mannschaft             | Tore |
| --- | ----------------- | ---------------------- | ---- |
| 01. | Saša Bjelanović   | NK Varteks Varaždin    | 3    |
| 01. | Joško Popović     | NK Kamen Ingrad Velika | 3    |
| 02. | Domagoj Abramović | Dinamo Zagreb          | 2    |
| 02. | Jasmi Agić        | Dinamo Zagreb          | 2    |
| 02. | Davor Dželalija   | HNK Orijent 1919       | 2    |
| 02. | Tomislav Erceg    | Hajduk Split           | 2    |
| 02. | Mario Garba       | NK TŠK Topolovac       | 2    |
| 02. | Marko Grubišić    | NK Pomorac Kostrena    | 2    |
| 02. | Jerkić            | NK Dilj                | 2    |
| 02. | Danijel Popović   | NK Vukovar ’91         | 2    |
| 02. | Nikola Šafarić    | NK Varteks Varaždin    | 2    |
| 02. | Goce Sedloski     | Dinamo Zagreb          | 2    |
| 02. | Almir Turković    | NK Osijek              | 2    |
| 02. | Zoran Zekić       | NK Zadar               | 2    |